# واحد يقسم إلى إثنين
واحد يقسم إلى إثنين (بالصينية: 一分为二) كان نقاشًا أيديولوجيًا حول طبيعة التناقض الذي حدث في الصين عام 1964. نشأ هذا المفهوم في مفكرات لينين الفلسفية. ابتكر الفيلسوف يانغ شيانزين فكرة «اثنان يتحدان في واحد»، والتي قال إنها القانون الأساسي للجدلية. فسر الماويون هذا على أنه يعني أن الرأسمالية يمكن أن تتحد مع الاشتراكية. كتب آي سيغي هجوم على يانغ، وانضم إليه ماو تسي تونغ نفسه. كما ساهم وانغ روشوي في الهجوم. بعد عام 1976 تمت إعادة تأهيل يانغ سياسيًا وبشكل رسمي، جنبًا إلى جنب مع مفهوم اتحاد اثنين في واحد.
هذه العبارة مشتقة من الصيغة التي قدمها فلاديمير لينين في كتابه الفلسفي. «انقسام كل واحد وإدراك أجزائه المتناقضة... هو جوهر... الديالكتيك». وضع ريتشارد بوم الجدل من منظور نظرية الألعاب الحديثة كنقاش بين منافسة محصلتها صفر ومنافسة محصلتها صفر. استخدم آلان باديو خلال مرحلته الماوية مبدأ واحد يقسم إلى اثنين لانتقاد فلسفة جيل دولوز.